# Jodie Kidd
Jodie Kidd (ur. 25 września 1978 w Guildford) – brytyjska modelka.

## Kariera
Wszystko zaczęło się we wrześniu 1994 roku, gdy cieszący się dużym uznaniem fotografik Terry O’Neill spotkał szesnastoletnią wówczas Jodie w Barbados Ball w Londynie. Będąc pod wrażeniem jej urody i wysokiego wzrostu zaprowadził ją do londyńskiego oddziału agencji modelek IMG. W ciągu zaledwie tygodnia od podpisania kontraktu, brytyjski Vogue zamówił jej zdjęcia do najnowszego numeru. Oprócz miesięcznika Vogue, zdobiła również okładki międzynarodowych wydań: Elle, Harper’s Bazaar, Cosmopolitan oraz Marie Claire. Była zatrudniana przez takich projektantów i domy mody, jak: Alexander McQueen, Antonio Berardi, Bella Freud, Betsey Johnson, Bill Blass, Carolina Herrera, Chanel, Chloé, Comme des Garçons, Cynthia Rowley, Ellen Tracy, Fendi, Genny, Ghost, Givenchy, Gucci, Hermès, John Galliano, Karl Lagerfeld, Moschino, Valentino, Yōji Yamamoto oraz Yves Saint Laurent. 
Jodie od 2003 roku rzadko bierze udział w pokazach mody. Od czasu do czasu grywa drobne role w filmach i serialach.